# Joy Davidman
Helen Joy Davidman (New York, 18 april 1915 – Oxford, 13 juli 1960) was een Amerikaanse dichter en schrijver en ze was de echtgenote van de Britse schrijver C.S. Lewis.

## Biografie
Joy Davidman groeide op in een seculier Joods gezin uit de middenklasse. Op vijftienjarige leeftijd schreef ze zich in bij het Hunter College en ze rondde haar master nog voor haar twintigste af aan de Columbia-universiteit. Door haar ervaringen ten tijde van de Grote Depressie had ze haar geloof in het kapitalisme en de American Dream verloren. Davidman was getuige van de zelfmoord van een hongerig weeskind bij haar op de campus en dit incident stelde haar, volgens journalist Oliver Plat, mede in staat om de economische impact van de depressie op de armen te begrijpen. Daarnaast werd ze in haar denken ook beïnvloed door de ontwikkelingen van de Spaanse Burgeroorlog en door de kunst uit de Sovjet-Unie. Ze was een uitgesproken tegenstander van het fascisme. In 1938 werd Davidman lid van de Communist Party USA. In datzelfde jaar publiceerde ze haar eerste gedichtenbundel, Letter to a Comrade.
Ze verkreeg nog in 1938 de Yale Younger Poets Award. Davidman schreef ook voor het marxistische tijdschrift New Masses en was ze actief als scriptschrijver voor Metro-Goldwyn-Mayer. In 1940 verscheen haar allereerste roman, Anya, dat zich richt op vrouwelijke zelfbeschikking. Twee jaar later trouwde ze met de Amerikaanse auteur William Lindsay Gresham met wie ze twee kinderen kreeg. Ze droeg bij aan de bundel Seven Poets in Search of an Answer en publiceerde ze in 1943 War Poems of the United Nations. In 1950 volgde haar proletarische roman Weeping Bay.
Haar huwelijk met Gresham was ongelukkig en in deze periode las ze het apologetische werk van de Britse schrijver C.S. Lewis. Lewis beïnvloedde door middel van zijn werk Davidmans bekering tot het christendom. Davidman begon met Lewis te corresponderen en verhuisde na haar scheiding met haar kinderen naar het Verenigd Koninkrijk. Op 23 april 1956 trouwde ze met Lewis in een religieuze ceremonie. Ze overleed in 1960 aan kanker. Na haar overlijden publiceerde Lewis het boek A Grief Observed over zijn rouw na Davidmans dood.

## In populaire cultuur
In de film Shadowlands uit 1993 werd de rol van Davidman geportretteerd door Debra Winger.